# Павел Орешков
Павел Неделчев Орешков е български историк, библиотекар и офицер, сътрудник на списание „Македонски преглед“.

## Биография
Роден е на 30 октомври 1884 г. в Оряхово. Син е на възрожденеца от Копривщица Неделчо Орешков. През 1909 г. завършва Историко-филологическия факултет на Софийския университет, след което специализира славянска филология във Виена и Петербург. Защитава докторат по философия във Виенския университет. Участва в Първата световна война като запасен поручик във Втори пехотен полк и щаба на Действащата армия, оперативно отделение. За бойни отличия и заслуги във войната е награден с ордени „За храброст“, IV степен и „За военна заслуга“, V степен. В периода 1920 – 1925 г. е чиновсник в Министерство на земеделието и Българска земеделска банка. От 1929 до 1934 г. е главен библиотекар в Народната библиотека в София, а през 1934 – 1947 г. е библиотекар в Министерство на войната. Умира на 21 септември 1953 г. в София.

### Книги
- Автобиография на Софрони Врачански, „Държавна печатница“, 1914 г.
- Автобиография на Григор С. Пърличев, „Държавна печатница“, 1929 г.
- Неизвестна преписка на манастирите Соколски и Рилски с Н. Хр. Палаузов 1845 – 1854. „Държавна печатница“, 1941 г.

### Статии
- Неколко документа за Пазвантоглу и Софрони Врачански (1800 – 1812), в: Сборник на Българската академия на науките, Книга III 1914 г.
- Жинзифовъ като журналистъ, в: Македонски Прегледъ, Година IV, книга 1, София, 1928
- Превод, Сръбската външна политика през Световната война и Николай Хартвиг, във: Военно-исторически сборник. Год. II. 1929. Кн. 9 – 10
- Руска държавна преписка по нашето освободително движение 1866 – 1868, в: Списание на българската академия на науките, книга LII 1935 г.